# Brod (Bohinj)
Brod é um assentamento localizado no município de Bohinj na Eslovênia. Possuía uma população estimada de 87 habitantes em 2020.